# Jeremias Kilian
Pour les articles homonymes, voir Kilian.
Jeremias Kilian, né le 22 juillet 1665 à Augsbourg mort le 23 août 1730 dans la même ville, est un graveur allemand.

## Biographie

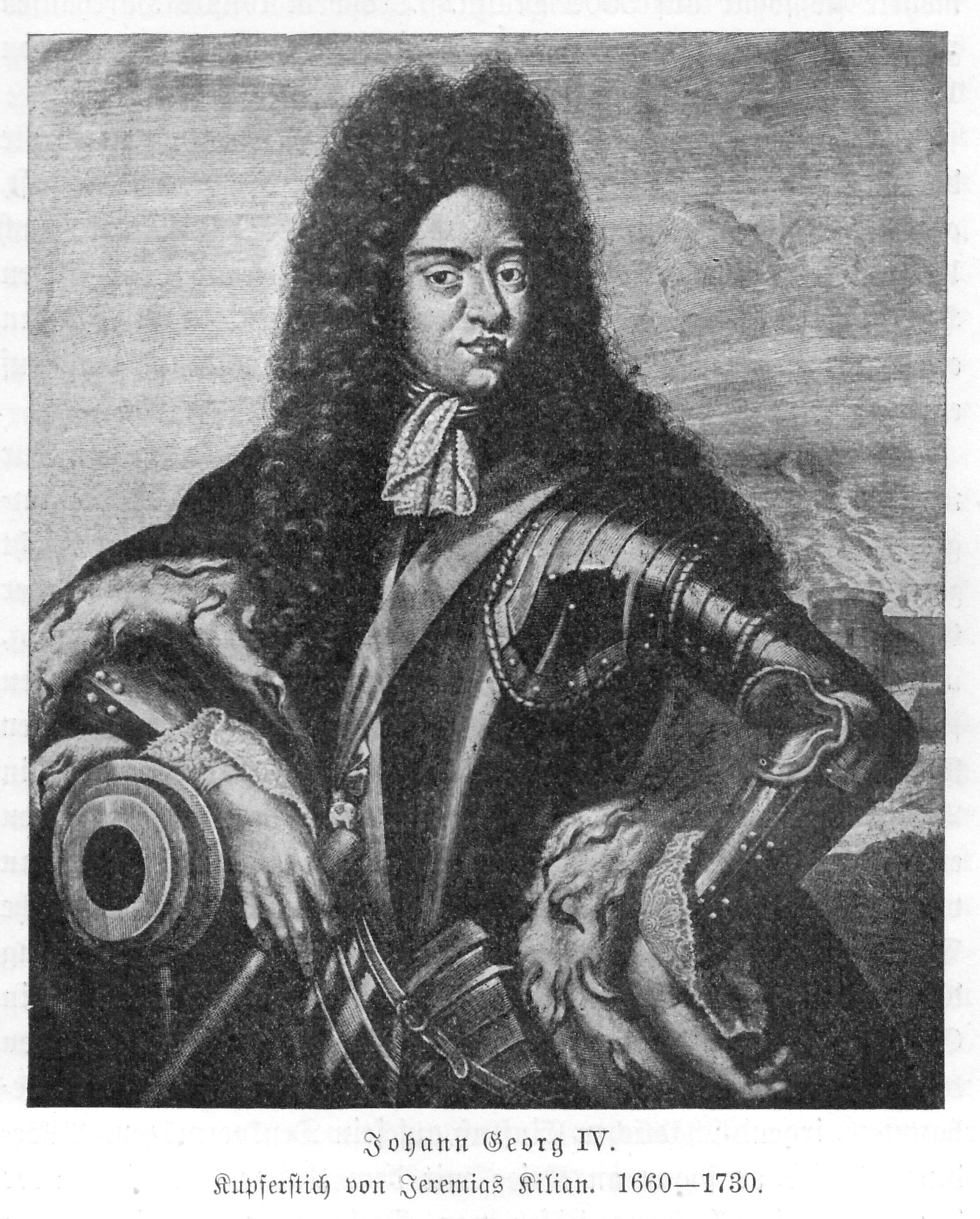
Portrait de Jean-Georges IV de Saxe.

Né le 22 juillet 1665 à Augsbourg, Jeremias Kilian est le fils cadet et l'élève de Philipp Kilian. Il grave principalement des portraits.
Jeremias Kilian meurt le 23 août 1730 dans sa ville natale.